# Agathia exquisita
Agathia exquisita là một loài bướm đêm trong họ Geometridae.